# اصالت قرارداد
قرارداد گرایی (انگلیسی: Conventionalism)، یا اصالت قرارداد عبارت است از قول به اینکه اولیات و قضایای ریاضی و منطقی، قراردادی است.

## قرارداد
قرارداد (Convention) به معنی توافق است و به معنی عملی است که مردم در اخلاق و عادات و رفتار خود، رعایت می‌کنند. این واژه مترادف عرف و اتفاق است و یکی از ملاک‌های اخلاق و قانون است.
و نیز قرارداد یکی از مقیاس‌هایی است که دانشمندان از آن پیروی می‌کنند و از اصولی است که آن را پایه مباحث خود قرار می‌دهند. قرار دادی به معنی مورد توافق است.
هنری پوانکاره لفظ قرارداد را به این معنی به کار برده‌است که مبادی علوم مخصوصاً اصول علم هندسه، نه از امور بدیهی است و نه از تعلیمات تجربی و نه از فرضیاتی است که صدق آنها موکول به تحقیق تجربی باشد، بلکه از اصطلاحات قراردادی است. وی گفته‌است: اصول بدیهی هندسه، از نوع قضایای ترکیبی پیشینی یا احکام تجربی نیست، بلکه قرارداد است.

## قرارداد گرایی
قرارداد گرایی این دیدگاه فلسفی است که برخی از انواع حقیقت به وسیلهٔ قرارداد و نه به واسطهٔ نوعی واقعیت خارجی تبدیل به حقیقت شده‌اند.
قرارداد گرایی انواع مختلفی دارد: از جمله قرارداد گرایی هندسی، ریاضی، منطقی و روش شناختی.
قرارداد گرایی روش شناختی دیدگاهی است که برپایهٔ آن قواعد یا قانون‌های روش شناختیِ پایه قراردادهایی هستند که شخص آنها را انتخاب کرده و شأن همهٔ آنها تقریباً معادل شأن قواعد شطرنج است. اما پس از اینکه چنین قراردادهایی برگزیده شدند آنها قواعدِ بازیِ علم را تعریف، و حرکتهای درست در درون آن را مشخص می‌کنند